# シャドー・プライス

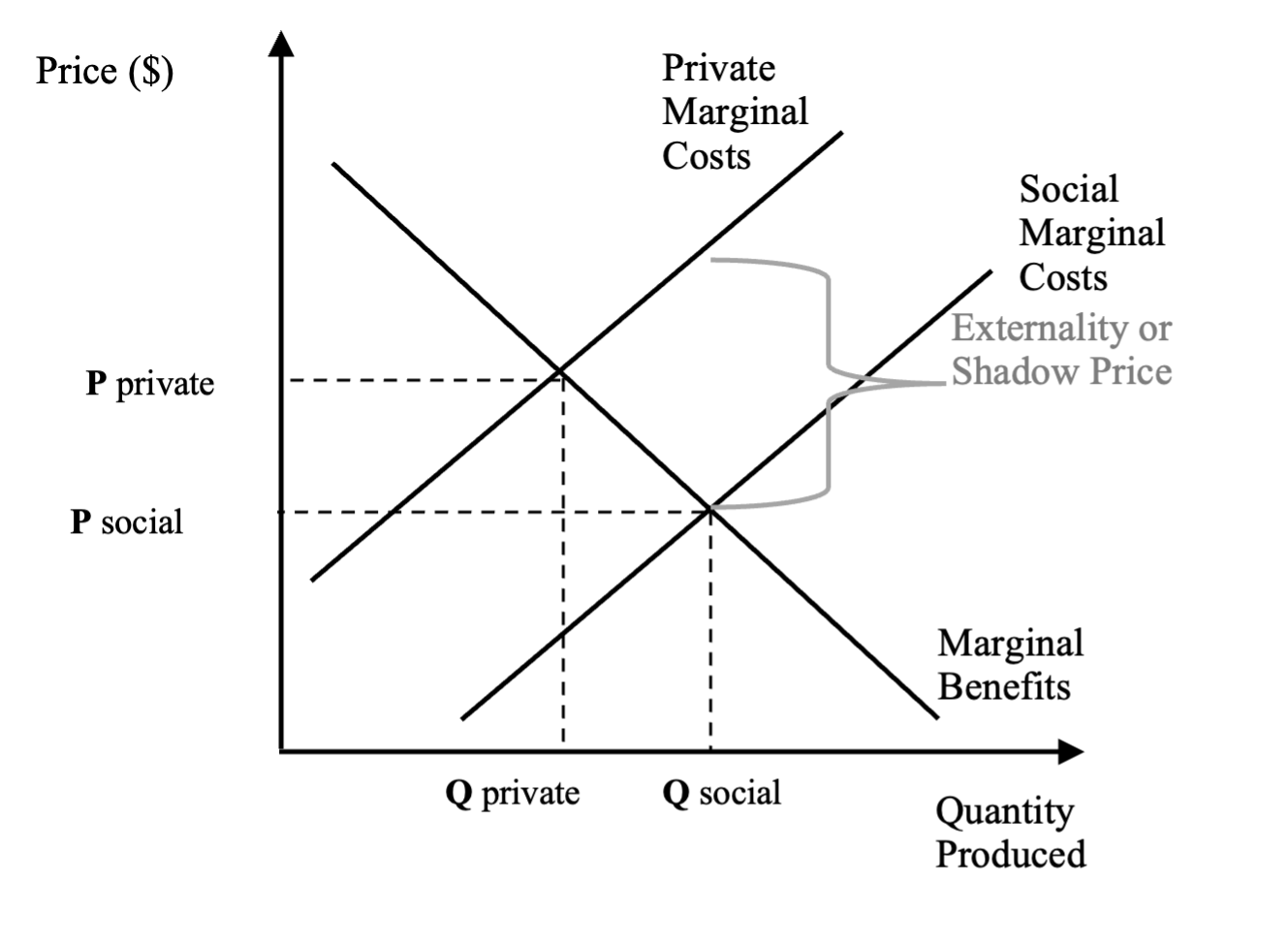
図1：正のシャドー・プライスの存在を示す。この場合、生産は社会的最適均衡まで増加すべきである。

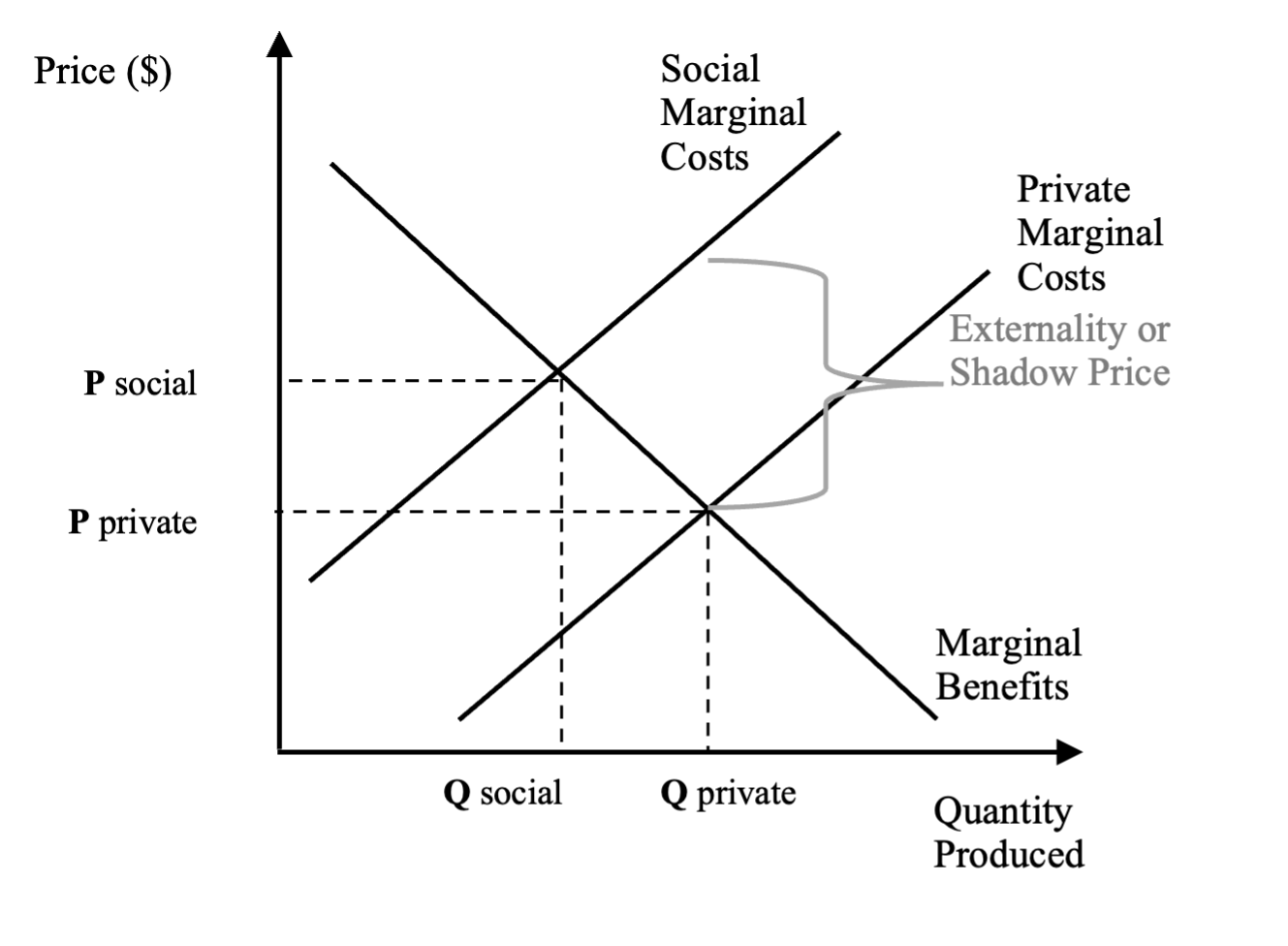
図2：負のシャドー・プライスの存在を示す。この場合、生産は社会的最適均衡まで減少すべきである。

シャドー・プライス（英: Shadow price）とは、市場で取引されない抽象的または無形の財に割り当てられる貨幣価値のことである。これはしばしば外部性の形をとる。また、シャドー・プライスは、既知の市場価格を再計算し、市場の歪み（例：数量割当、関税、税金、補助金）の存在を考慮に入れることを指す場合もある。シャドー・プライスは、こうした歪みを取り除き、該当する財やサービスの社会的影響を組み込んだ後の実際の経済的価格を意味する。信頼できるデータが欠如しているため、多くの場合、シャドー・プライスは仮定や推計に基づいて算出され、主観的でやや不正確になりやすい。
図1は、社会的限界費用（SMC）が私的限界費用（PMC）よりも小さい場合の正のシャドー・プライスを示す。この場合、社会的に最適な均衡に達するためには生産量を増やすべきである。ワクチン接種はその例であり、接種によって感染症を他者に広げなくなるため社会全体に利益をもたらす。
図2は、社会的限界費用が私的限界費用よりも大きい場合の負のシャドー・プライスを示す。この場合、社会的に最適な均衡に達するためには生産量を減らすべきである。汚染はその例であり、有害廃棄物を水域に投棄すると魚資源が減少し、地域の漁業収入を損なう。

## 概要
シャドー・プライスの必要性は「外部性」や市場を歪める政策手段の存在から生じる。外部性とは、ある財やサービスの生産や消費の結果、第三者が負担する費用や受ける便益であり、その外部効果が生産の費用便益分析に反映されない場合を指す。このような不正確さや偏りは市場の失敗を生み、非効率な資源配分を招く。
市場の歪みは、政府、企業、その他の経済主体による介入のために、市場が完全競争の下での本来の振る舞いをしない場合に発生する。具体的には、独占や単一買手の存在、政府による税や補助金の導入、公共財、情報の非対称性、労働市場の制限などが市場の歪みの要因となる。
シャドー・プライスは、費用便益分析において、外部性や市場の歪みが存在する場合に公共政策や政府プロジェクトの評価を行うために経済・金融アナリストによって利用されることが多い。このような公共政策判断では、その社会的影響を考慮するためシャドー・プライスの導入が極めて重要である。市場価格では捉えきれない、あるいは全く価格付けされていない費用や便益をシャドー・プライスによって補正すると、分析結果が市場価格に基づく場合と異なることがある。こうした分析は、特定のプロジェクトが社会全体として費用を上回る便益をもたらすかどうかを判断する助けとなる。
従来、シャドー・プライスは政府主導の研究で用いられることが多かったが、近年では民間部門における利用も増えている。企業は意思決定の社会的影響を評価しようとしており、環境・社会・企業統治（ESG）投資への関心の高まりとともに、事業活動や投資が社会に与える影響の評価の必要性も増している。この傾向は、多くの多国籍企業がCO2排出量削減を約束し、自らの事業活動が社会に及ぼす影響を認める動きにも表れている。

## 費用便益分析
シャドウプライシングは不正確である場合があるが、費用便益分析においては依然としてよく用いられている。事業主や政策立案者は、プロジェクトの無形の費用や便益を評価するためにシャドウプライシングを用いる。これらの無形価値を金銭的に評価するためには、通常、複数の手法が用いられる。例えば、仮想評価法、便益移転法、そして顕示選好（ヘドニック価格法や旅行費用法を含む）である。
シャドウプライシングは、費用便益分析の過程で定量化が困難な無形要素の金銭的価値を算出するために頻繁に利用される。公共経済学の文脈においては、シャドウプライシングは政府や政策立案者が公共事業の是非を評価する際に非常に有用である。これは、公共財が市場で取引されることはほとんどないため、その価格を決定することが困難であるためである。これらの財の金銭的価値を決定するために、以下の3つの手法がよく用いられる。例えば、政府が高速道路プロジェクトを実施するか否かを判断する場合、このプロジェクトが年間50万時間の通勤時間短縮、年間5人の命の救助、渋滞減少による大気汚染の削減をもたらす一方で、現在価値で2億5千万ドルの費用がかかるとする。

## 仮想評価法
仮想評価法は、表明選好の一種である。これは、人々に財の価値を直接質問することでその評価額を推定する手法である。具体的には、無形の便益を得るため、または無形の損害を回避するために支払ってもよい金額を質問する調査である。通常、これらの調査には、仮想的な公共財やサービスの詳細な説明、支払意思額に関する質問、そして回答者の人口統計データが含まれる。代表的な質問形式としては、自由回答型、国民投票型、支払カード型、二重界国民投票型がある。
仮想評価法の利点は、市場価格が存在せず、他の方法が使えない場合でも公共財の価値評価が可能である点である。一方で、この方法には欠点も多い。調査の設計や質問の構成が結果に大きく影響し、バイアスを生じる可能性がある。また、回答者が当該公共財の価値を適切に見積もれない場合もある。
高速道路プロジェクトの例では、政策立案者は時間短縮や渋滞緩和の便益に関して支払意思額を問う調査を設計できるが、命の価値に金額を付けることは困難である可能性が高い。

## 便益移転法
便益移転法は、類似する特徴を持つ過去のプロジェクトや研究から得られたデータ・モデル・関数・結果を利用して新規プロジェクトの価値や便益を推定する手法である。この方法には、価値移転と関数移転の2つのアプローチがある。価値移転は、既存のプロジェクトや地域から得られた単位価値を新規案件に適用するものであり、類似性や適合性の確認が重要である。一方、関数移転は複数の研究から得られた評価関数を用いる方法であり、メタアナリシスを利用してより精度の高い推計を行うこともできる。
便益移転法の共通の誤差要因としては、測定誤差と移転誤差がある。測定誤差は研究選択のバイアスや前提条件から生じ、移転誤差は類似性や適合性の不足から生じる。しかし、時間やコストの制約で新規調査が困難な場合、便益移転法は経済的に効率的な推計手法となる。

## 顕示選好
顕示選好は、現実の行動観察を通じて人々が金銭換算しにくい結果にどれほどの価値を置いているかを推定する方法である。すなわち、消費者の購買行動を観察することで、彼らの選好を明らかにする。これは、消費者が他の選択肢と比較したうえで選んだ財が最も好ましいものであると仮定する。
顕示選好の利点は、仮想評価法に比べてバイアスが入りにくいことである。しかし、選択に影響する他の要因を統制するのは困難であり、また、等しく好ましい選択肢間の無差別性を十分に反映できないという限界がある。
高速道路プロジェクトの例では、仮想評価法では命の価値を正確に測るのが難しい一方で、顕示選好は、例えばより危険な職業に従事するために必要な賃金の上昇幅などを参考にできる。ただし、この場合も、その職業が死亡以外のリスクや不快要因を伴う場合、推計値が過大または過小評価される恐れがある。

### ヘドニック価格法
ヘドニック価格法は、特定の無形の費用や便益の価値を回帰分析で分離して推定する手法である。これは、価格が財の内部的特徴と外部要因の両方によって決まるという前提に基づく。また、消費者は財そのものではなく財の属性に価値を置くと仮定するため、価格は内部的特徴と外部的特徴の組み合わせを反映する。この方法は、特に住宅価格に反映された環境要因の価値推定に広く用いられる。
ヘドニック価格法の利点は、実際の選択に基づいて価値を推定できる点であり、多様な要因との相互作用を考慮する柔軟性がある。しかし、住宅価格と関連するものに限定されがちであり、また市場が税制や金利変動などの影響を受ける場合、消費者が自由に最適な組み合わせを選べない可能性がある。
高速道路プロジェクトの例では、大気汚染削減の便益を評価するためにヘドニック価格法が有用である。住宅価格を被説明変数、空気の清浄度を説明変数とし、住宅面積、築年数、部屋数、犯罪発生率、学校の質などを統制変数として回帰分析を行うことで推計できる。また、通勤時間短縮の価値を評価するために、職場への近接性を用いた回帰分析も可能である。

#### 例1
効用関数 {\displaystyle u} を持つ消費者が価格 {\displaystyle \,\!p_{1},p_{2}} に直面し、所得 {\displaystyle \,\!m} を与えられているとする。このとき、消費者の問題は次のように表される。
{\displaystyle \max\{u(x_{1},x_{2}):p_{1}x_{1}+p_{2}x_{2}=m\}.}
ラグランジュ補助関数 {\displaystyle L(x_{1},x_{2},\lambda ):=u(x_{1},x_{2})+\lambda (m-p_{1}x_{1}-p_{2}x_{2})} を構築し、一階条件を取り、その鞍点を解くと、{\displaystyle x_{1}^{*},\,x_{2}^{*},\,\lambda ^{*}} が得られ、次を満たす。
{\displaystyle \lambda ^{*}=\left.{\frac {\partial u(x_{1}^{*},x_{2}^{*})}{\partial x_{1}}}\right/p_{1}=\left.{\frac {\partial u(x_{1}^{*},x_{2}^{*})}{\partial x_{2}}}\right/p_{2}.}
これは消費者最大化におけるラグランジュ乗数の明確な解釈を与える。最適消費水準で各財に対する所得1単位当たりの限界効用が {\displaystyle \,\!\lambda ^{*}} に等しいとき、消費者が追加の所得1単位を与えられた場合（予算制約が緩和された場合）、追加の所得をどちらの財に使っても限界効用は同じであり、最大効用の変化は {\displaystyle \,\!\lambda ^{*}} に等しくなる。

#### 例2
価格を固定して、間接効用関数を
{\displaystyle U(p_{1},p_{2},m)=\max\{\,\!u(x_{1},x_{2}){\mbox{ }}:{\mbox{ }}p_{1}x_{1}+p_{2}x_{2}=m\},}
と定義すると、次の恒等式が成り立つ。
{\displaystyle \,\!U(p_{1},p_{2},m)=u(x_{1}^{*}(p_{1},p_{2},m),x_{2}^{*}(p_{1},p_{2},m)),}
ここで、{\displaystyle \,\!x_{1}^{*}(\cdot ,\cdot ,\cdot ),x_{2}^{*}(\cdot ,\cdot ,\cdot )} は需要関数であり、{\displaystyle x_{i}^{*}(p_{1},p_{2},m)=\arg \max\{\,\!u(x_{1},x_{2}){\mbox{ }}:{\mbox{ }}p_{1}x_{1}+p_{2}x_{2}=m\}{\mbox{ for }}i=1,2.}
最適支出関数を
{\displaystyle \,\!E(p_{1},p_{2},m)=p_{1}x_{1}^{*}(p_{1},p_{2},m)+p_{2}x_{2}^{*}(p_{1},p_{2},m)}
と定義する。微分可能性を仮定し、{\displaystyle \,\!\lambda ^{*}} が {\displaystyle \,\!p_{1},p_{2},m} における解であるとすると、多変数の連鎖律から次が得られる。
{\displaystyle \,\!{\frac {\partial U}{\partial m}}={\frac {\partial u}{\partial x_{1}}}{\frac {\partial x_{1}^{*}}{\partial m}}+{\frac {\partial u}{\partial x_{2}}}{\frac {\partial x_{2}^{*}}{\partial m}}=\lambda ^{*}p_{1}{\frac {\partial x_{1}^{*}}{\partial m}}+\lambda ^{*}p_{2}{\frac {\partial x_{2}^{*}}{\partial m}}=\lambda ^{*}\left(p_{1}{\frac {\partial x_{1}^{*}}{\partial m}}+p_{2}{\frac {\partial x_{2}^{*}}{\partial m}}\right)=\lambda ^{*}{\frac {\partial E}{\partial m}}.}
したがって次が成り立つ。
{\displaystyle \,\!\lambda ^{*}={\frac {\partial U/\partial m}{\partial E/\partial m}}\approx {\frac {\Delta {\text{optimal utility }}}{\Delta {\text{optimal expenditure}}}}.}
これは、「最適支出を1単位増やすと、{\displaystyle \,\!\lambda ^{*}} 単位の最適効用が得られる」という明白な解釈を再び与える。

### トラベルコスト法
トラベルコスト法は、レクリエーションサイトの経済的価値を推計するために、各個人がその場所へ行くために負担する旅行費用を用いる方法である。費用には、現地までの移動時間の機会費用、交通費、宿泊費、駐車料金などが含まれる。また、訪問者の出発地はゾーンに分類される。したがって、各個人が負担する費用は異なる。さらに、年間訪問回数も支払意思額を示す指標として考慮される。これらのデータを用いて、集計需要曲線が作成される。
アプローチには、個別トラベルコスト法とゾーントラベルコスト法の2つがある。前者は個々人の旅行費用や年間訪問回数、その他の変数に重点を置き、後者は異なるゾーンからの年間訪問数に着目する。
しかし、実際に負担した費用の正確なデータを得るのは困難である。また、この方法は旅行そのものから得られる価値や満足を考慮しない。さらに、複数目的の旅行や限界費用を考慮せず、サイト全体の価値のみを推計する。

## 制約付き最適化
経済学における制約付き最適化では、シャドープライスは、制約条件を緩和したときに、その制約の無限小単位当たりで目的関数の最適値がどれだけ変化するかを示すものである。目的関数が効用の場合、それは制約を緩和する限界効用であり、目的関数が費用の場合、それは制約を強化する限界費用である。ビジネスの応用では、シャドープライスは、経営者がある限られた資源を追加で1単位得るために支払ってもよい最大額である。例えば、生産ラインがすでに最大40時間で稼働している場合、シャドープライスは、追加1時間稼働させることで得られる利益に基づき、経営者が支払ってもよい最大額となる。
より形式的には、シャドープライスは最適解におけるラグランジュ乗数の値であり、これは制約を無限小だけ変化させたときの目的関数の変化を意味する。これは、最適解では目的関数の勾配が制約関数の勾配の線形結合になっており、その係数がラグランジュ乗数であることから導かれる。最適化問題の各制約にはシャドープライスまたは双対変数が対応している。

## 制御理論
最適制御理論では、シャドープライスの概念は共状態方程式として再定式化され、ポントリャーギンの最大化原理を用いて関連するハミルトニアンの最小化により問題が解かれる。